# Up ewig ungedeelt

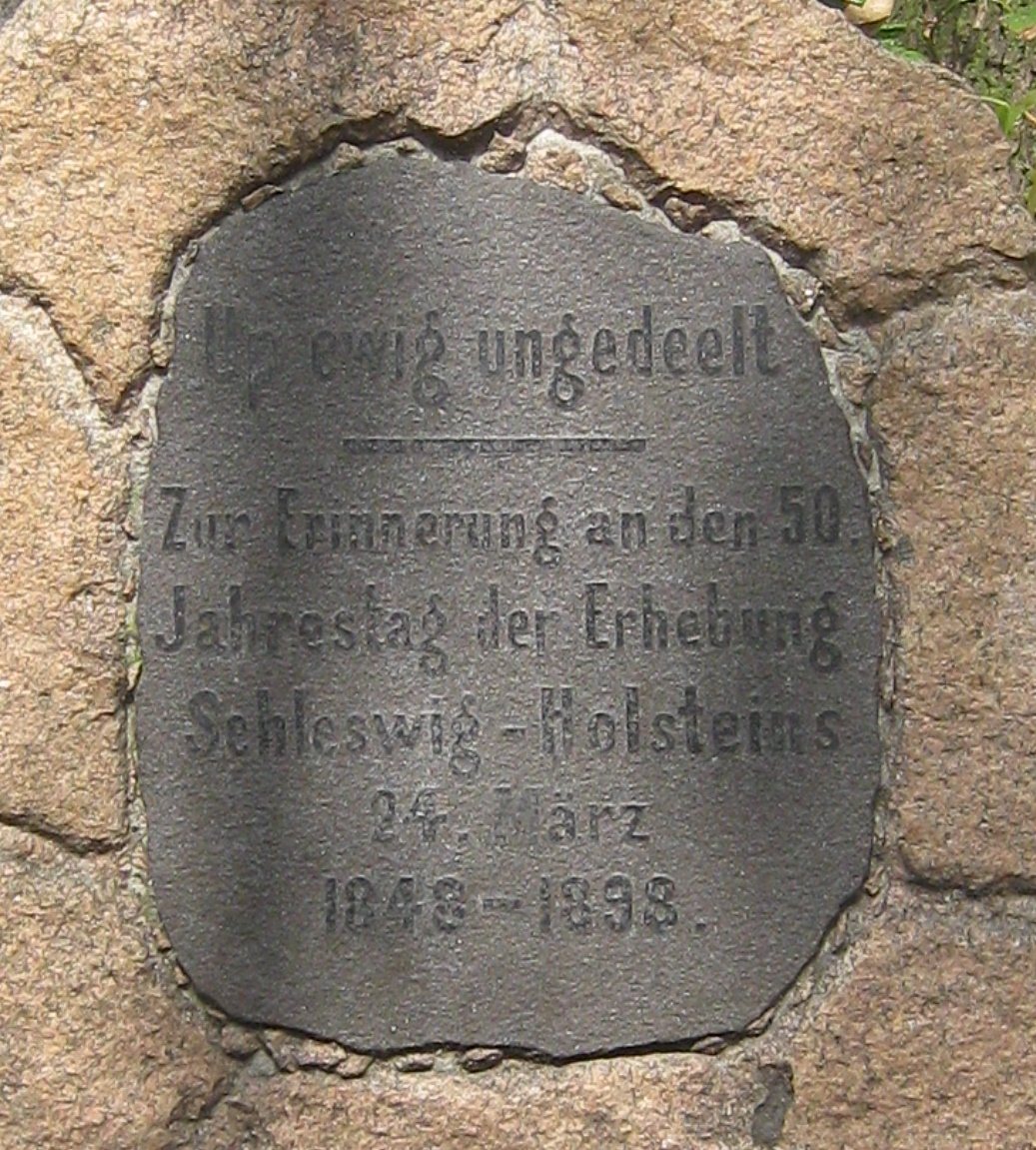
Gedenkstein in Elmshorn (1898)

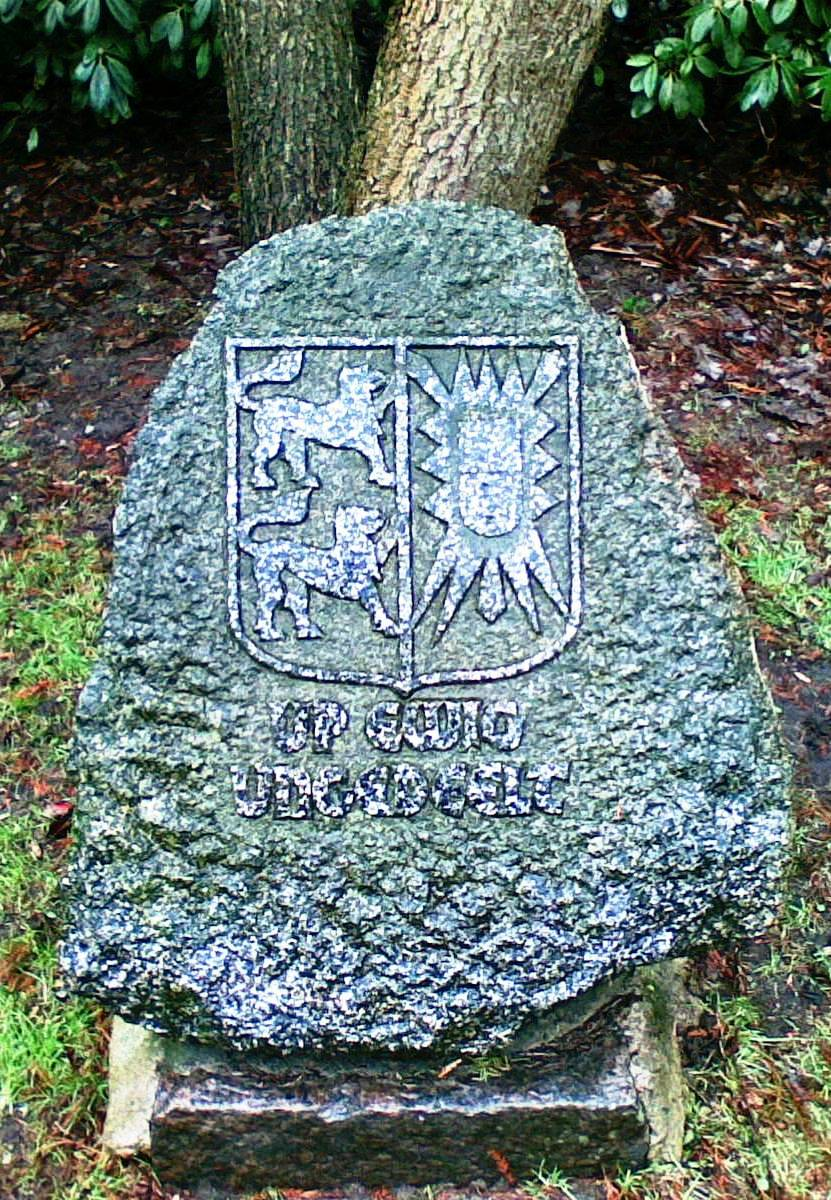
Gedenkstein in Rahlstedt mit umgedrehten Schleswigschen Löwen (nach 1928)

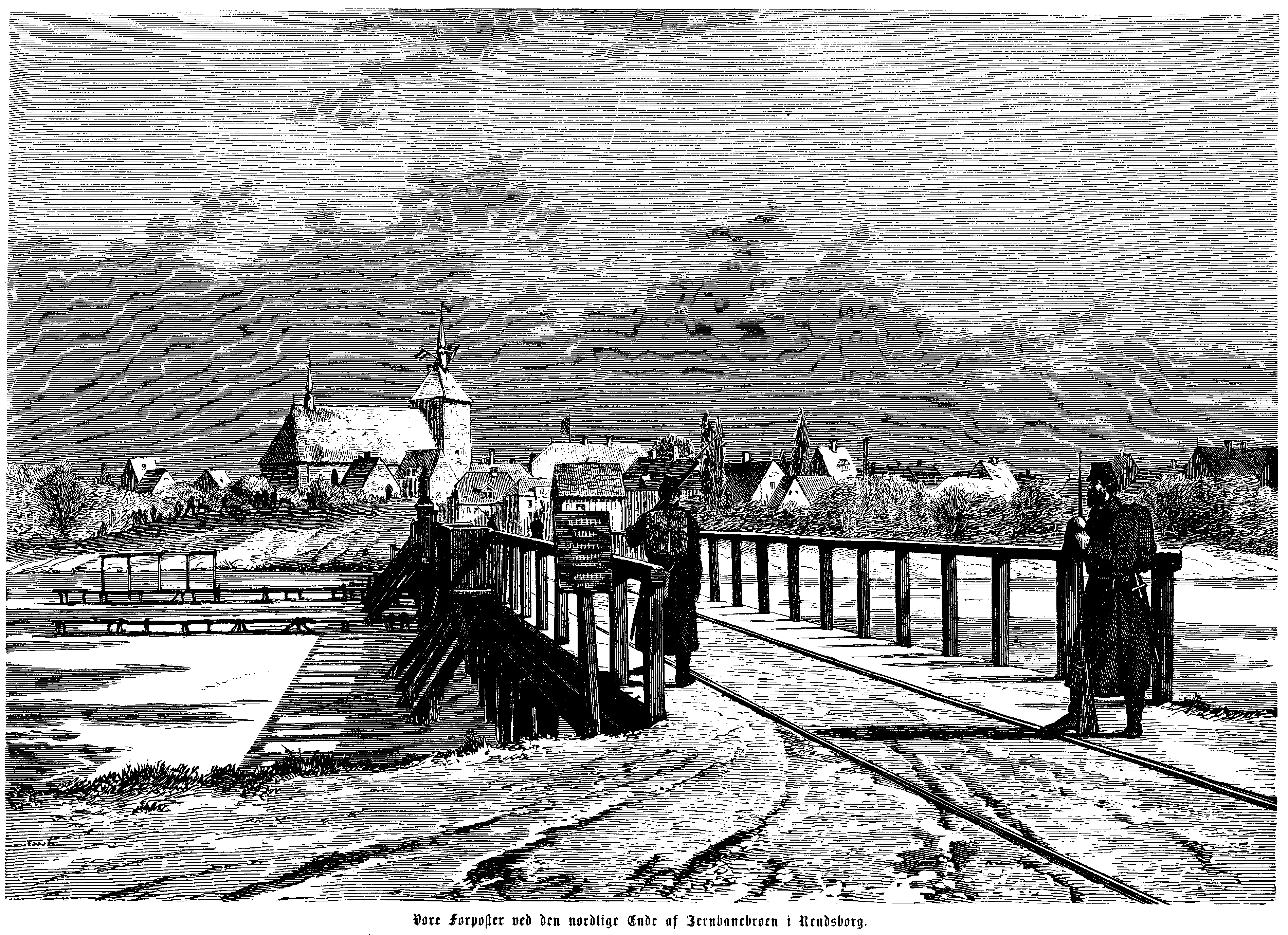
Nachdem 1864 Lauenburg und Holstein geräumt sind, stehen dänische Wachen an der Brücke zur Eider und markieren damit die Trennung von Holstein und Schleswig, im Hintergrund Rendsburg mit schleswig-holsteinischen Flaggen geschmückt

Up ewig ungedeelt (hochdeutsch: auf ewig ungeteilt) ist eine Passage des Vertrages von Ripen von 1460, in dem die Herrschaft im Herzogtum Schleswig und im Herzogtum Holstein geregelt wurde. Nachdem August Wilhelm Neuber 1841 diesen Spruch in einem Gedicht verwendet hatte, wurde er zum Schlagwort des 1844 von der holsteinischen Ständeversammlung eingeforderten Landesrechts: „Die Herzogtümer Schleswig und Holstein sind fest miteinander verbundene Staaten“. Up ewig ungedeelt ist heute Wahlspruch des Landes Schleswig-Holstein.

## Geschichte
Während Schleswig im Mittelalter von dänischer und in den schleswigschen Utlanden zudem von friesischer Besiedlung geprägt gewesen war, war Holstein sächsisch und in Wagrien zudem slawisch besiedelt. Trotz der kulturell-sprachlichen Unterschiede entstanden noch im Mittelalter erste Verbindungen zwischen beiden Territorien. Diese hatten dynastische, aber auch sozial-ökonomische Gründe. So heiratete der südjütländische bzw. schleswigsche Herzog Abel im Jahr 1232 die Tochter des Grafen Adolf IV. von Schauenburg und Holstein, Mechthild von Holstein, und schuf so eine erste dynastisch-politische Verknüpfung zwischen beiden Territorien. Hinzu kam in den folgenden Jahrzehnten ein zunehmender Einfluss des holsteinischen Adels in Schleswig. Die relativ früh besiedelten agrarischen Gebiete Schleswigs und Jütlands wiesen um 1300 eine Reihe wüster Hofstellen und Dörfer auf, während Holstein erst später kolonisiert wurde. In dieser Agrarkrise erwarben holsteinische Adlige Güter und Pfandlehen in Schleswig zu günstigen Konditionen, wodurch eine Gruppe von Personen entstand, die in Schleswig wie in Holstein begütert waren und an einer gemeinsamen Verwaltung interessiert waren.
Schleswig und Holstein wurden erstmals vom 15. August 1386 an gemeinsam regiert. Königin Margarethe I. überließ dem Grafen Gerhard VI. (Holstein-Rendsburg) das Herzogtum Schleswig als Lehen. Damit waren das Herzogtum Schleswig und das Herzogtum Holstein erstmals unter einer gemeinsamen Herrschaft, obwohl Holstein weiter als deutsches Reichslehen und Schleswig als königlich-dänisches Lehen verblieben. 1460 wurde König Christian I. von Dänemark aus dem Haus Oldenburg der gemeinsame Herrscher von Schleswig und Holstein. Der hatte im Gegenzug die Forderung zu billigen: „unde dat se bliven ewich tosamende ungedelt“ (und dass sie auf ewig ungeteilt zusammenbleiben), also dass die beiden Herzogtümer nicht wieder getrennt werden sollten. Er bekräftigte dieses (niederdeutsche) Versprechen mit dem Vertrag von Ripen, dessen zwei Exemplare heute im Landesarchiv Schleswig-Holstein und im Dänischen Reichsarchiv verwahrt werden.
Unter Staatsrechtlern ist es bis heute umstritten, ob es sich bei dieser Handfeste und insbesondere bei diesem Versprechen um eine Abmachung mit dem dänischen Königshaus oder mit dem dänischen König Christian I. handelt. Im letztgenannten Falle wäre der Vertrag mit dem Ableben Christians I. gegenstandslos geworden. Beide Herzogtümer wurden in den nächsten 400 Jahren nicht mehr voneinander getrennt; allerdings kam es bald zu Erbteilungen zwischen den Linien des Fürstenhauses Oldenburg, die formal die beiden Herzogtümer gemeinsam regierten, jedoch jeweils Rechte in verschiedenen Gebietsanteilen besaßen, die sich wie ein Flickenteppich über die beiden Territorien verteilten. Erst 1713 kamen das Herzogtum Schleswig und 1773 das Herzogtum Holstein wieder vereinigt in königlich-dänische Hand und wurden Teil des dänischen Gesamtstaates.

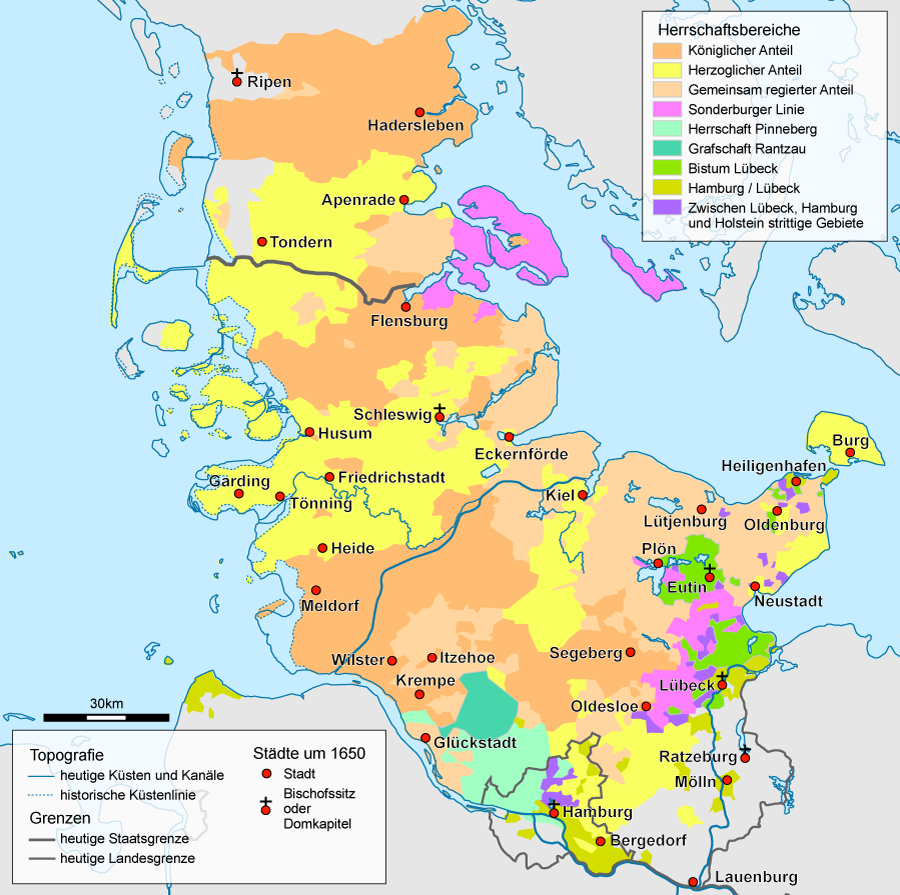
Schleswig und Holstein um 1650. Die Karte zeigt die in mehrere Anteile (königliche, gottorfsche etc.) zersplitterten Herzogtümer.

Als 1841 August Wilhelm Neuber sein Gedicht Up ewig ungedeelt schuf, übernahm das Motto auch die holsteinischen Ständeversammlung von 1844 als Fundamentalforderung. Damit wurde der Vertrag von Ripen, der ursprünglich die Zugehörigkeit zu Dänemark dokumentierte, nun als die Zusammengehörigkeit beider Herzogtümer mit dem Anspruch nach Unabhängigkeit eines vereinten Schleswig-Holsteins von Dänemark umgedeutet. Wurde 1844 beim Schleswiger Sängerfest die Hymne Schleswig-Holstein meerumschlungen der Öffentlichkeit vorgestellt, so trat beim Sängerfest von 1845 in Eckernförde das Schlagwort „Up ewig ungedeelt“ hervor und wurde zum Motto der deutschen Schleswig-Holsteiner in der Schleswig-Holstein-Frage.
Am 18. März 1848 versammelten sich deutschgesinnte Delegierte der Ständeversammlungen beider Herzogtümer in Rendsburg und forderten eine gemeinsame Verfassung für Schleswig und Holstein, Schleswigs Aufnahme in den Deutschen Bund, die Volksbewaffnung und nicht zuletzt Presse- und Versammlungsfreiheit. Zur gleichen Zeit forderten dänische Nationalliberale auf dem Casinotreffen in Kopenhagen eine demokratische Verfassung für Dänemark und die Einbeziehung Schleswigs in den dänischen Staat. Einen Tag später, am 21. März 1848, bildete sich in Kopenhagen eine erste bürgerliche Regierung (das sogenannte Märzministerium), die sowohl von konservativen Gesamtstaatsbefürwortern als auch von dänischen Nationalliberalen besetzt war, womit der Absolutismus in Dänemark beendet war. In der Nacht vom 23./24. März kam es in den Herzogtümern daraufhin zur Bildung einer deutsch gesinnten Provisorischen Regierung, die ebenfalls von einem Dualismus von konservativen und nationalliberalen Kräften geprägt war. In der folgenden Schleswig-Holsteinischen Erhebung und im Deutsch-Dänischen Krieg (1864) blieb „Up ewig ungedeelt“ die Parole der deutschen Schleswig-Holsteiner. Die Schleswig-Holsteiner, die deutsch orientiert waren, strebten eine Mitgliedschaft auch für Schleswig im Deutschen Bund an und hofften auf ein selbstständiges Herzogtum, worin diese nach 1864 von Österreich zögerlich unterstützt wurde. Die kriegsführende Großmacht Preußen hatte jedoch andere Pläne. Bismarck wollte die Herzogtümer Preußen einverleiben. Er erklärte am Silvesterabend 1863: „Die Up ewig-ungedeelten müssen einmal Preussen werden. Das ist das Ziel nach dem ich steure (…)“
Österreich und Preußen erhielten nach ihrem Sieg 1864 die Landesherrschaft über die drei Elbherzogtümer als Kondominium. Nach dem Krieg gegen Österreich wurde Schleswig-Holstein als Provinz Schleswig-Holstein von Preußen annektiert. Eine im Prager Friedensvertrag von 1866 festgeschriebene Volksabstimmung über die nationale Zugehörigkeit Schleswigs wurde zunächst nicht durchgeführt.
Zum bislang letzten Mal gewann das Motto 1920 bei der im Friedensvertrag von Versailles vorgesehenen Volksabstimmung in Schleswig politische Bedeutung. Der überwiegend dänisch gesinnte Landesteil Schleswigs, Nordschleswig, wurde von Schleswig-Holstein abgetrennt und kam an Dänemark.